# Șobolan de apă de munte
Șobolanul de apă de munte (Arvicola scherman) este un mamifer rozător mic (din familia Cricetidae, subfamilie Arvicolinae) răspândit în zonele montane din sudul și centrul Europei, inclusiv în Carpații din România. Până nu demult era inclus în specia șobolanilor de apă (Arvicola amphibius, sinonim Arvicola terrestris), ca o subspecie aparte - Arvicola terrestris scherman. În România a fost studiat de M. Hamar și D. Marin. 

## Descrierea
Are dimensiunile corpului și culoarea asemănătoare cu a șobolanului de apă (Arvicola amphibius).
Șobolanul de apă (Arvicola amphibius) este mai mare, cu blana aspră și incisivi ortodonți, și este dependentă de mediul acvatic; șobolan de apă de munte (Arvicola scherman) este mai mic, mai puțin dependent de prezența cursurilor de apă, are blana mai moale, tuberculii plantari și palmari mai reduși, iar incisivii superiori proeminează puternic înainte și are un  comportament scormonitor. Astfel șobolanul de apă de munte (Arvicola scherman) are  următoarele dimensiuni: lungime cap + trunchi: 135-165 mm; membrele posterioare: 22-27 mm; coada: 55-70 mm, greutate: 65-130 g, iar șobolanul de apă (Arvicola amphibius): lungime cap + trunchi: 150-190 mm; membrele posterioare: 28-32 mm; coada: 80-120 mm, greutate: 100-250 g.

## Răspândirea geografică
Șobolanul de apă de munte este răspândit în zonele montane din sudul și centrul Europei: Alpi, Carpați, Munții Cantabrici, Masivul Central (Urrieles) din Spania, Pirinei. A fost găsit în zonele montane din Andorra, Austria, Croația, Republica Cehă, Franța, Germania, Ungaria, Italia, Polonia, Portugalia, România, Slovacia, Slovenia, Spania, Elveția, Ucraina.
În România șobolanul de apă de munte este răspândit de o parte și de alta a lanțului carpatic între altitudinile de 300 și 1500 m.

## Habitat
Trăiește în principal în zonele muntoase, unde construiește galerii subterane extinse în pajiști (inclusiv pășuni) sau, mai rar, în păduri.
În România este întâlnit numai în zonele montane cu sol mai umed: pășuni și pajiști, cu un strat ierbos bine dezolat și cu sol afânat sau cu trifoi, lucernă și în livezile cu pomi fructiferi.

## Hrana
Este predominant erbivor, hrănindu-se cu vegetație  vara și cu rădăcini, bulbi și tuberculi în timpul iernii.
În România hrana constă din părțile subterane ale plantelor spontane (pășuni și fânețe) și ale plantelor cultivate precum, și a pomilor fructiferi (în terenuri  cultivate și livezi). Pagubele cele mai însemnate le aduce livezilor de măr, cais, prun și plantelor cultivate ca: hamei, mazăre, cartofi, morcovi, sfeclă și varză. La pomi le distrug complet rădăcina până la colet.
Spre toamna face depozite de hrană, adunând părțile subterane ale plantelor cultivate și spontane. Greutatea acestor depozite variază între 90-300 g.

## Comportament
Sapă foarte bine, făcând galerii lungi, de obicei, nu mai adânci de un  metru, pe traseul cărora se văd la suprafață mușuroaie de pământ ca la cârtiță, dar mai mici. Experiențe făcute pe exemplare marcate cu cobalt radioactiv au dovedit că galeriile pot atinge lungimea de 80 m. Galeriile sunt foarte complicate ajungând la 20-60 m lungime, 10-20 cm adâncime în timpul primăverii și verii și 20-35 cm în timpul iernii. Cuibul are un diametru de 15-20, 20-25 cm și ajunge până la o adâncime de 15-58 cm. Sau stabilit două tipuri de galerii: una constă din galerii subterane grupate și alt tip dintr-o singură galerie principală  cu   mici  ramificații.
Este mai puțin vioi decât șobolanul de apă. Apare adesea la suprafața solului, fără a se depărta prea mult de intrarea în galerii. Este un animal nocturn. Este activ și iarna, ieșind la suprafață pe zăpadă în căutarea   hranei.
Fluctuațiile ciclice ale populației pronunțate au loc o dată la 5-8 ani, cu o densitate cuprinsă între 0 și 1000 de indivizi pe hectar.

## Reproducerea
Reproducerea are loc din primăvară până toamna. Femelele nasc 4-5 pui cu pleoapele lipite în primele zece zile de viață.

## Importanța practică
La o densitate mare a populației devine un dăunător agricol. Este dăunător datorită faptului că distruge rădăcinile plantelor cultivate și cele ale pomilor fructiferi.